# Syrisch Observatorium voor de Mensenrechten
Het Syrisch Observatorium voor de Mensenrechten (Engels: Syrian Observatory for Human Rights, SOHR; Arabisch: المرصد السوري لحقوق الإنسان) is een informatiebureau, opgericht in 2006 om mensenrechtenschendingen in Syrië te documenteren. Het bureau richtte zich aanvankelijk alleen op het regime-Assad, maar kreeg een breder aandachtsgebied toen in 2011 de Syrische Burgeroorlog uitbrak. Sinds het begin van de gevechten worden de cijfers van het bureau over het aantal doden bij de IS-rebellen en burgerbevolking door vrijwel elke Westerse nieuwsorganisatie geciteerd, zoals Reuters, BBC, CNN en de Voice of America.
Het bureau wordt vanuit een tweekamerappartement in het Engelse Coventry gerund door één persoon, Rami Abdulrahman, een Syrische soenni-moslim, die daarnaast een kledingwinkel runt. Zijn geboortenaam is Osama Suleiman en hij heeft het pseudoniem Rami Abdulrahman aangenomen tijdens zijn activisme in Syrië. Na drie gevangenisstraffen in Syrië vluchtte Abdulrahman in het jaar 2000 naar het Verenigd Koninkrijk om een nieuwe, langere celstraf te vermijden.
In 2015 zei Abdulrahman in een interview met Russia Today, dat hij sinds 2000 niet meer in Syrië is geweest. In 2011 zei Abdulrahman in een interview met Reuters dat het observatorium in Syrië een netwerk van 200 mensen heeft en dat zes andere bronnen zijn vermoord. The New York Times schreef in april 2013, dat hij de hele dag aan de telefoon zit met zijn contacten in Syrië en alle informatie zelf controleert.
Abdulrahman documenteert de gebeurtenissen van de Syrische revolutie, zoals de doden bij de burgerbevolking, de rebellen, deserteurs (die hij "martelaren" noemt) en regeringssoldaten. In de eerste twee jaar van de Syrische Burgeroorlog werd het bureau beschuldigd van selectief verslag geven: alleen over het geweld van de regeringstroepen tegen de oppositie. Critici gaven later toe dat de verslaggeving van SOHR objectiever was geworden, maar AsiaNews stelde in 2013: "SOHR blijft moslimextremisten verdedigen om de steun van de rebellen niet te verliezen."
In een artikel in The Guardian in 2012 is Abdulrahman door de journalist Charlie Skelton beschreven als een bron die feitelijk niet meer is dan een eenzelvige kledingverkoper, die zich voordoet als een organisatie met een "grootse" naam.
SOHR's methode om doden te tellen is bekritiseerd door Patrick Henningsen, oprichter van de alternatieve nieuwswebsite 21stcenturywire.com, omdat de organisatie ook dode rebellen als burgerslachtoffers telt, zolang zij geen deserteurs zijn uit het regeringsleger.
Russia Today heeft opgemerkt dat de verslaggeving van SOHR inconsistent kan zijn: op 1 oktober 2015 werd op de Engelstalige pagina gemeld "Russische vliegtuigen hebben in Homs 30 burgers gedood, onder wie vrouwen en kinderen"; het bericht werd herhaald door vele grote Westerse nieuwsorganisaties, zoals de Britse krant The Independent. Op de Arabische pagina stond echter "27 burgers zijn gedood in de aanvallen door de luchtmacht van Assad", zonder Russische vliegtuigen te vermelden.
Op een persconferentie in Moskou in oktober 2015 zei de woordvoerster voor het Russische Ministerie van Buitenlandse Zaken, Maria Zacharova, dat SOHR geen betrouwbare bron is, en beschreef Abdulrahman als een Brits burger "zonder opleiding in journalistiek" die 
"zelfs geen middelbare school heeft afgemaakt" en niet meer betrouwbaar dan "een ober in een pizzeria".